# Тремембре (округ Сан-Паулу)
Тремембре (порт. Tremembé) — округ міста Сан-Паулу, Бразилія, частина субпрефектури Жасанан/Тремембре (Jaçanã/Tremembé), розташований на півночі міста.
| Бразилія | Це незавершена стаття з географії Бразилії. Ви можете допомогти проєкту, виправивши або дописавши її. |